# Амор Дербаль
Амор Дербаль (фр. Ameur Derbal, нар. 1 липня 1978, Кайруан, Туніс) — туніський футболіст, захисник.

## Клубна кар'єра
Виступав за туніські клуби: «Кайруан», «Есперанс», «Олімпік» (Беджа), «Ла-Гулет-Крам» і лівійський «Ас-Суехлі». Влітку 2006 року прибув на перегляд у ФК «Харків» разом зі своїм співвітчизником Хамді Марзукі, але контракт підписав лише Дербаль. У чемпіонаті України дебютував 23 липня 2006 року в матчі проти луганської «Зорі» (2:2). У команді не зміг закріпитися  повернувся на батьківщину в клуб «Кайруан».

## Кар'єра в збірній
Виступав за юнацьку й молодіжну збірну Тунісу. Провів 1 матч за національну збірну Тунісу.

## Досягнення
- Туніська професійна ліга 1
  -  Чемпіон (2): 2000/01, 2001/02

- Суперкубок Тунісу
  -  Володар (1): 2001

## Особисте життя
Одружений.